# Kay Kocher
Kay Kocher ist ein ehemaliger deutscher Rugbyspieler.
Er spielte unter anderem für den SC Neuenheim in der Rugby-Bundesliga. Zudem war er Mitglied der deutschen Nationalmannschaft. Im Jahr 2010 ist er Trainer der Damenmannschaft des SC Neuenheim. Zuvor war er bis Ende 2007 Trainer der deutschen Siebener-Nationalmannschaft der Männer.